# 朱安瀏
胙城宣靖王朱安瀏（1475年6月22日—1523年7月22日），明朝周藩第四代胙城王，胙城昭僖王朱同𨬐的嫡長子，母妃齊氏。

## 生平
成化十一年五月十九日（1475年6月22日）生。弘治四年九月二十七日（1491年10月29日），朱安瀏襲封胙城王。
嘉靖二年六月初十日（1523年7月22日），朱安瀏去世，享年四十九歲，諡號宣靖。三年後，嫡第三子朱睦梔襲爵。

## 家庭

### 妻
- 蘇氏，祥符縣人，東城兵馬副指揮蘇潤之女，封胙城王妃

### 子
- 庶次子：鎮國將軍朱睦𪲧
- 嫡三子：胙城恭懿王朱睦梔
- 庶四子：鎮國將軍朱睦枎
- 嫡五子：鎮國將軍朱睦柂
- 嫡六子：鎮國將軍朱睦杜
- 庶七子：鎮國將軍朱睦棈
- 庶九子：鎮國將軍朱睦椈
- 嫡十子：鎮國將軍朱睦槎
- 庶十一子：鎮國將軍朱睦榽
- 庶十二子：朱睦梧
- 庶十三子：朱睦枟

### 女
- 第一女：宜章縣主，儀賓雷啟元
- 第三女：永嘉縣主，儀賓傅壐
- 第四女：恒安縣主，儀賓侯相
- 第五女：嵐縣縣主，儀賓吳桐
- 第六女
- 第七女

## 墓葬
嘉靖四年正月二十六日（1525年2月17日），朱安瀏葬於河南開封府祥符縣鬧店保之原。

　大明周府胙城王壙誌

　　王諱安瀏，胙城昭僖王嫡長子，母妃齊氏。成化十

　　一年五月十九日生。弘治四年九月二十七日，襲

　　封胙城王。嘉靖二年六月初十日，以疾薨，享年四

　　十有九。訃聞

上輟　　朝一日，遣官諭祭，謚曰宣靖，命有司治葬如

　　制。妃蘇氏，祥符縣民東城兵馬副指揮潤之女。子

　　十一人：二男睦𪲧，娶夫人萬氏；嫡第三男睦梔，娶

　　夫人劉氏；四男睦枎，娶夫人邵氏；嫡第五男睦柂，

　　娶夫人李氏；嫡第六男睦杜，娶夫人李氏；七男睦

　　棈；九男睦椈；嫡第十男睦槎；十一男睦榽。俱封鎮

　　國將軍。十二男睦梧、十三男睦枟，尚幼，未受封。女

　　六人：長女宜章縣主，下嫁儀賓雷啓元；三女永嘉

　　縣主，下嫁儀賓傅壐；四女恒安縣主，下嫁儀賓侯

　　相；五女嵐縣縣主，下嫁儀賓吳桐；六女、七女，尚幼

　　未受封。孫四人，孫女六人，尚幼，未受封。以嘉靖四

　　年正月二十六日，葬于開封府祥符縣鬧店保之

　　原。嗚呼！

　王以宗室之親，為國藩輔，茂膺封爵，貴富兼隆。茲焉

　　令終，夫復何憾。爰述其槩，納諸幽壙，用垂不朽云。